# ジヒドロメナキノン
ジヒドロメナキノン(dihydromenaquinone)は、メナキノンのプレニル側鎖中の二重結合のうちいずれか1つが水素化され単結合となった化合物の総称。同様に2つが単結合ならテトラヒドロメナキノン(tetrahydromenaquinone)、3つが単結合ならヘキサヒドロメナキノン(hexahydromenaquinone)のように呼ぶ。

## 命名法
側鎖のイソプレン単位には、キノン環に近い方から順にローマ数字でI, II, III,...のように番号が付けられている。そこで例えばメナキノン-9のキノン環から2番目の二重結合が単結合となっていれば、II-ジヒドロメナキノン-9(II-dihydromenaquinone-9, MK-9(II-H2))と命名する。

## 生合成
メナキノンが合成された後、側鎖が水素化されると考えられている。
古細菌ではアミノ酸配列上ゲラニルゲラニル二リン酸レダクターゼに似た酵素が、メナキノン特異的に側鎖の二重結合を還元し水素付加を行うと考えられている。

## 分布
ジヒドロメナキノンのように側鎖に水素付加されたメナキノンは、放線菌と古細菌で多く知られている。
植物が持つフィロキノンは、構造上はII,III,IV-ヘキサヒドロメナキノン-4に相当する物質である。ただし生合成の際、先にゲラニルゲラニル基に水素付加が起こり、生じたフィチル基がナフトキノン環に結合するという点が異なっている。